# Schneemann (Roman)
Schneemann (Originaltitel: Snømannen) ist ein Kriminalroman des norwegischen Autors Jo Nesbø. Er erschien 2007 im Aschehoug & Co Verlag und ist der siebte Teil der Harry-Hole-Reihe. Die deutsche Übersetzung stammt von Günther Frauenlob und erschien erstmals 2008 im Ullstein Verlag in Berlin. Im Oktober 2017 wurde die von Tomas Alfredson inszenierte Verfilmung veröffentlicht.

## Handlung
Eingeleitet wird der Roman durch Ereignisse, die mehrere Jahrzehnte zurückliegen. Dabei geht es vor allem um Frauen, die im späteren Verlauf ermordet werden. 
Danach beginnt die Haupthandlung rund um den Protagonisten Harry Hole im Jahr 2004. Hole ist Hauptkommissar bei der Osloer Polizei und mehr oder weniger trockener Alkoholiker. Ihm wird eine neue Kollegin, Katrine Bratt, zugewiesen. Dem sonst eher introvertierten und einzelgängerischen Hole ist die selbstbewusste junge Frau sympathisch, er arbeitet bereitwillig mit ihr zusammen. 
Nun überschlagen sich die Ereignisse: Mehrere junge Mütter werden grausam umgebracht. Zunächst führt die Spur zu dem Schönheitschirurgen Idar Vetlesen, bei dem alle Opfer in Behandlung waren. Er wird jedoch auf einer Curlingbahn ermordet aufgefunden. Des Weiteren führen die Ermittlungen nach Bergen, Katrines Heimatstadt. Dort waren einige Jahre zuvor Frauen unter ähnlichen Umständen ums Leben gekommen. Auch das Erkennungszeichen des Mörders ist das gleiche: ein Schneemann. Damals verschwand der Polizist Gert Rafto, der an diesem Fall arbeitete, auf mysteriöse Art und Weise. Harry und seine Kollegin entdecken Raftos Leiche in dessen Ferienhaus. Als Nächstes verdächtigen sie Physikprofessor Filip Becker, dessen Frau zu den Opfern des Serienkillers gehört. Allerdings scheidet er schnell als Täter aus. 
Neben der Polizeiarbeit wird auch immer wieder Holes Privatleben beschrieben. Er trifft sich weiterhin mit seiner ehemaligen Geliebten Rakel, obwohl diese mit Mathias, einem Arzt, zusammen ist. Harry bittet Mathias während der Ermittlungen mehrmals um Hilfe. 
Der Fokus der Polizei richtet sich derweil auf den bekannten Zeitungsverleger Arve Støp. Er hatte ein Verhältnis mit mehreren Mordopfern. Katrine trifft sich daraufhin mit Støp in dessen Wohnung und versucht, ihm mit Gewalt ein Geständnis zu entlocken. Dabei enthüllt sie ihre wahre Identität: Sie ist Gert Raftos Tochter. Sie wird nach ihrer Flucht von Harry gefunden und in die Psychiatrie eingewiesen. Allerdings kann auch sie die Mordserie nicht begangen haben. 
Harry findet durch Zufall heraus, dass die Leichen der Opfer, bis dato spurlos verschwunden, im Leichenschauhaus versteckt sind. Über diesen Hinweis kommt er auf Mathias, Rakels Freund. Nun kommt es zum Showdown: Mathias hat Rakel in deren Haus in seiner Gewalt. Als Harry dort eintrifft, sitzt Rakel gefesselt auf einem Schneemann, um ihren Hals eine glühende Schlinge. Harry schafft es, sie zu retten, verliert dabei jedoch einen Finger. Trotzdem gelingt es ihm, den flüchtenden Mathias zu verhaften.
Zum Schluss spazieren Harry und Rakel um einen See. Harry offenbart ihr, dass er Norwegen verlassen wird.

## Ausgaben
Die norwegische Originalausgabe erschien 2007 unter dem Titel Snømannen im Verlag Aschehoug & Co. Die deutsche Ausgabe wurde 2008 unter dem Titel Schneemann im Ullstein Verlag (ISBN 978-35-50-08757-8) in Übersetzung von Günther Frauenlob veröffentlicht. 2009 wurde auch die Taschenbuchausgabe vom Ullstein Verlag veröffentlicht (ISBN 978-35-48-28123-0).
Darüber hinaus wurden von dem Roman auch ein Hörbuch von Hörbuch Hamburg sowie ein E-Book von Ullstein eBooks veröffentlicht.

## Rezensionen
„Die sehr gute Zeichnung der einzelnen Charaktere sorgt für Authentizität und Lebensnähe. Wer den Norweger Jo Nesbø tatsächlich noch nicht kennt, sollte nun nicht mehr lange zögern. Meisterhaft!“